# Pleiospilos
A Pleiospilos a szegfűvirágúak (Caryophyllales) rendjébe, ezen belül a kristályvirágfélék (Aizoaceae) családjába tartozó nemzetség.

## Előfordulásuk
A Pleiospilos-fajok természetes körülmények között kizárólag a Dél-afrikai Köztársaság területén találhatók meg.

## Rendszerezés
A nemzetségbe az alábbi 4 faj és 1 természetes hibrid tartozik:
- Pleiospilos bolusii (Hook.f.) N.E.Br. - típusfaj
- Pleiospilos compactus (Aiton) Schwantes
- Pleiospilos nelii Schwantes
- Pleiospilos × purpusii Schwantes
- Pleiospilos simulans (Marloth) N.E.Br.